# Žydrūnas Urbonas
Žydrūnas Urbonas (Zarasai, 4 ottobre 1976) è un allenatore di pallacanestro ed ex cestista lituano.

## Palmarès

### Giocatori
- Campionato cipriota: 1

AEL Limassol: 2006-2007